# Hisako Mizui
Hisako Mizui (jap. 水井 妃佐子 Mizui Hisako; * 29. März 1972 in Yamatotakada, Präfektur Nara) ist eine japanische Badmintonspielerin.
Ihre jüngere Schwester Yasuko Mizui spielt ebenfalls Badminton und nahm mit ihr an den Olympischen Sommerspielen 1996 teil.

## Karriere
Hisako Mizui nahm 1992 und 1996 an Olympia teil. Sie startete beide Male im Dameneinzel und wurde jeweils Neunte in der Endabrechnung. 1992 startete sie zusätzlich im Doppel mit Harumi Kohara und wurde dort ebenfalls Neunte. Bei den Asienspielen 1994 gewann sie Silber. Die japanischen Einzelmeisterschaften gestaltete sie in den Jahren 1990 und 1993 bis 1995 und siegreich.

## Sportliche Erfolge
| Saison | Veranstaltung                | Disziplin   | Platz | Name                         |
| ------ | ---------------------------- | ----------- | ----- | ---------------------------- |
| 1988   | German Juniors               | Damendoppel | 1     | Aiko Miyamura / Hisako Mizui |
| 1990   | Japan: Einzelmeisterschaften | Dameneinzel | 1     | Hisako Mizui                 |
| 1992   | Canadian Open                | Dameneinzel | 1     | Hisako Mizui                 |
| 1992   | Olympia                      | Dameneinzel | 9     | Hisako Mizui                 |
| 1992   | Olympia                      | Damendoppel | 9     | Hisako Mizui / Harumi Kohara |
| 1993   | Japan: Einzelmeisterschaften | Dameneinzel | 1     | Hisako Mizui                 |
| 1994   | Japan: Einzelmeisterschaften | Dameneinzel | 1     | Hisako Mizui                 |
| 1994   | Asienspiele                  | Dameneinzel | 2     | Hisako Mizui                 |
| 1995   | Japan: Einzelmeisterschaften | Dameneinzel | 1     | Hisako Mizui                 |
| 1996   | Olympia                      | Dameneinzel | 9     | Hisako Mizui                 |
| 1997   | Taiwan Open                  | Damendoppel | 3     | Hisako Mizui / Yasuko Mizui  |